# エキソドス (アルバム)
『エキソドス』(EXODUS) は、2004年9月8日（日本）にリリースされたUtada（宇多田ヒカル）の世界デビューアルバム。

## 概要
宇多田ヒカルの全米デビュー作品。日本ではミリオンヒットを記録した。米国ではシングルカットされた「Devil Inside」がiTunes Music Storeで最高位1位となった。「EXODUS」はビルボード総合アルバムチャートで最高位160位を記録した。
アルバムは全曲英語詞。米国の大手レコードレーベルであるIsland Def Jam Music Groupと契約したのは2003年であり、日本での東芝EMIとは別系列（当時）のレコード会社と異例の同時契約を結んだことで話題となった。「Utada」が「宇多田ヒカル」とは別名義の洋楽アーティストとして扱われるのはそのためである。
このアルバムは対訳を新谷洋子が行っているが、何故Utada自身が訳さなかったかについて、自分で翻訳を行うとつい歌詞としての音韻や言葉遊びなどを考えてしまう為、本来の意味が伝わりにくくなる上に、宇多田ヒカルとしての日本語の歌に比べると劣るものになるのは不本意だからという理由で他の人に任せたということである。
レコード会社での分類が洋楽扱いであったため、オリコンでも洋楽扱いとなり、レンタルCDでは発売から1年間はレンタル禁止だった。ただし、宇多田ヒカルと同一人物ということでCDショップやラジオ局によっては邦楽（J-POP）扱いされるケースも見受けられた。
日本では2004年9月8日に先行発売された。オリコンの初動売上は洋楽のオリジナル・アルバムとしては歴代最高となる52.4万枚を記録。米国では10月5日に発売された。サウンドスキャン調べで初動売上は7105ユニット、2009年4月までに累積5万5000ユニットを売り上げている。全世界での累計出荷枚数は135万枚(Universal Music)。
第19回日本ゴールドディスク大賞ではロック&ポップ・アルバム・オブ・ザ・イヤーの洋楽部門を受賞。「Utada Hikaru SINGLE COLLECTION VOL.1」は邦楽部門を受賞し、史上初となるアルバム賞の邦楽部門&洋楽部門の2冠を達成した。また、この年の対象期間内にアルバム2枚（EXODUS、Utada Hikaru SINGLE COLLECTION VOL.1）で400万枚以上、シングル1枚（誰かの願いが叶うころ）で50万枚以上を売り上げており、邦楽アーティスト・オブ・ザ・イヤーのORANGE RANGE（アルバム239万6872枚、シングル216万8498枚）の総売上金額を上回っている。しかし、EXODUSは洋楽部門で別個に集計された為、邦楽アーティスト・オブ・ザ・イヤーの受賞はならなかった。
また、本作は一つのジャンルに収まらないような実験的な作風となっているが、宇多田ヒカルはのちの2021年にイギリスのカルチャーサイト・デイズド（英語版）のインタビュー（英語）で本作について「歌詞の面でも音楽的な面でもEXODUSの作風がとても好きで、その開放感や創造性には嫉妬を覚えるほどだ」と語っている。

## 収録曲
1. Opening (オープニング)
2. Devil Inside (デヴィル・インサイド)
米国でのリードトラック。リミックスがビルボードのダンス・ミュージック／クラブ・プレイ・シングル・チャートで30位に達した[3]。
3. Exodus '04 (エキソドス '04)
米国ではリミックスシングルとしてシングルカットされて、ビルボードのダンス・シングル・チャートで9位、ダンス・ミュージック／クラブ・プレイ・シングル・チャートで24位に達した[3]。
ティンバランドプロデュース。
4. The Workout (ザ・ワークアウト)
この曲の歌詞について、Utadaは「いやらしくて歌うのが恥ずかしい」と述べている。また、歌詞を書いている際はその事についてまったく意識していなく、後になって気づいたということである。
5. Easy Breezy (イージー・ブリージー)
日本ではアルバムのリードトラックとして使用され、多くの番組でも使用された。シングルCDではなくDVDとして2004年10月6日に発売された。また後にニンテンドーDSのCMソングとなる。

"she's got a new microphone"という歌詞が含まれているが、これは実際にUtadaが初めて新しいマイクを購入し、歌入れの際に何気なく口ずさんでいたところ、それを気に入ってしまったという経緯がある。
PVも作成されているが、UtadaはこのPVのメイクについて、普通の欧米人から見たアジア人のようで自分らしさが出ていなく残念だったと不満を漏らしている。
6. Tippy Toe (ティッピー・トウ)
7. Hotel Lobby (ホテル・ロビー)
第三者からの視点で歌われた曲。
宇多田ヒカル名義の楽曲「Kiss & Cry」にこの曲のメロディが一部使われている。
8. Animato (アニマート)
アルバムの中で最初に作られた曲。アニマートとは「活き活きと」や「元気に」を表す譜面などに使用される音楽用語である。また、この曲のみUtada本人が対訳を行っているが、これはこの曲の歌詞がシンプルな作りになっており、何とでも解釈ができる為、自分で翻訳するべきだとUtadaが判断したためである。
9. Crossover Interlude (クロスオーヴァー・インタールード)
この曲はOpeningをリミックスしたものである。
10. Kremlin Dusk (クレムリン・ダスク)
マーズ・ヴォルタのドラマージョン・セオドアが参加。
11. You Make Me Want To Be A Man (ユー・メイク・ミー・ウォント・トゥー・ビー・ア・マン)
2005年秋にアルバムがイギリスで発売される際に先行シングルとして発売された。紀里谷和明の監督によるプロモーションビデオも撮影された。
12. Wonder 'Bout (ワンダー・バウト)
ティンバランドプロデュース。
「Devil Inside」Vinyl Version (Side C)にカップリングとして収録されている。
13. Let Me Give You My Love (レット・ミー・ギヴ・ユー・マイ・ラヴ)
ティンバランドプロデュース。
14. About Me (アバウト・ミー)
このアルバムの中で唯一のミディアムバラードである。冒頭から鳴っているアコースティック・ギターはUtada本人による演奏。[9]
15. You Make Me Want To Be A Man (Bloodshy & Avant Mix) (全英ボーナス・トラック)
16. You Make Me Want To Be A Man (Junior Jack Mix) (全英ボーナス・トラック)